# Gál Sándor Áron
Gál Sándor Áron (Kézdivásárhely, 1984. február 24. –) magyar táncművész, néptáncos, pedagógus, a 4 for Dance tagja.

## Életpályája
Felesége: Gál-Vilikó Réka. Gyermekei: Gál Sára és Gál Benedek. Szülei: Gál Sándor és Felvinczi Mária Éva. Testvére: Gál Szabolcs és Gál Lóránd.
2004-ben társaival megalapították a 4 for Dance Együttest, melynek célja, hogy az általuk nagy tiszteletben tartott magyar néptánc autentikus elemeit virtuóz ritmusjátékokkal tegyék még izgalmasabbá, s így egy önálló stílust hozzanak létre.

## Tanulmányok
- Nyíregyházi Művészeti Szakközépiskola – érettségi
- Semmelweis Egyetem – Sport és kulturális menedzsment szak
- Magyar Táncművészeti Főiskola – Tánctanár szak
- Budapesti Műszaki és Gazdaságtudományi Egyetem – Közoktatási vezető és pedagógus szakvizsga
- Magyar Táncművészeti Főiskola – MA képzés – Tánctanár szak
- Távoktatási és Továbbképzési Intézet – Gyakorlatvezető mentorpedagógus

## Táncos pályafutás
- Margaréta Táncegyüttes
- Figurás Táncegyüttes
- Nyírség Táncegyüttes
- ExperiDance Tánctársulat
- 4 for Dance

## Díjak, elismerések
- az Országos Felnőtt Szólótáncverseny különdíjában részesült.
- 2009-ben a 4 for Dance Együttes Montreal-ban az UNESCO védnöksége alatti Dance World Cupon, a hivatalos táncvilágkupán három kategóriában is – folk, show, step – megszerezte a világbajnoki címet.
- 2011-ben a Szabolcs-Szatmár-Bereg megyei VI. Megyei Prima Díj Közönség díjasa lett a 4 for Dance, valamint jelölték őket a Magyar Népművészet és Közművelődés kategóriában.
- 2012-ben Nyíregyháza Megyei Jogú Város Közgyűlése kimagaslóan eredményes tevékenységük elismeréseként „Nyíregyháza városért emlékérem – Bencs Kálmán díj” –ban részesítette a 4 for Dance-t.
- 2015-ben a 4 for Dance táncegyüttes eredményei és koncepciója, mint nemzeti értékünk felvételre került a Nyíregyházi Települési Értéktárba.
- 2017-ben pedig a Szabolcs-Szatmár-Bereg Megyei Értéktárba is.
- 2021-ben Miniszteri Elismerő Oklevelet vehetett át Kiemelkedő Szakmai Tevékenysége elismeréseként prof. dr. Kásler Miklós miniszter úrtól, az Emberi Erőforrások Minisztériumának miniszterétől.

A csapat a Föld összes kontinensén, több mint 40 országban szerepelt már, többek között: Brüsszelben – az Európai Parlamentben, Kanadában, Angliában, Algériában, az Egyesült Arab Emírségekben, Kínában, Svédországban, Norvégiában, Írországban, Lengyelországban, Finnországban, Dániában, Monacoban, az Amerikai Egyesült Államokban, Ausztráliában, Törökországban, Izraelben, Jordániában, Egyiptomban, Oroszországban, Kubában, Vietnámban, Malajziában, Indiában, Dél-Koreában, a Fülöp-szigeteken és számos európai országban és nagyvárosban egyaránt.